# گرهارد باورینگ
گرهارد باورینگ (به انگلیسی: Gerhard Böwering) استاد اسلام‌شناس دانشگاه ییل از سال ۱۹۸۴ است. او دکترای اسلام‌شناسی اش را در سال ۱۹۷۵ از دانشگاه مک گیل دریافت کرد و از ۱۹۷۵ تا ۱۹۸۴ به عنوان دستیار پروفسور در دانشگاه پنسیلوانیا مشغول به کار شد. دکتر باورینگ عضو انجمن فلسفی آمریکا و جامعه شرق‌شناس آمریکا است. او به عنوان پروفسور مهمان در دانشگاه پرینستون و اینسبراک مشغول به فعالیت است. تخصص کاری وی بر صوفی گری و تفسیر ادبی قرآن است. او سرپرست ویرایشگران دانشنامه تفکرات سیاسی اسلام است